# Dysauxes florida
Dysauxes florida is een beervlinder uit de familie van de spinneruilen (Erebidae). De wetenschappelijke naam van de soort is voor het eerst geldig gepubliceerd in 1906 door Joseph de Joannis. De soort komt voor op Mauritius.